# أوسكار نواك
أوسكار نواك (بالألمانية: Oskar Nowak)‏ هو لاعب هوكي الجليد نمساوي، (ولد في فيينا في النمسا 1913 – 1989 م).

## وصلات خارجية
- أوسكار نواك على موقع EliteProspects.com (الإنجليزية)
- أوسكار نواك على موقع أوليمبيديا (الإنجليزية)